# Amt Wriezen (1992–1997)
Das Amt Wriezen war ein 1992 gebildetes und bereits 1997 wieder aufgelöstes Amt im Land Brandenburg, in dem sich zunächst fünf Gemeinden und die Stadt Wriezen des damaligen Kreises Bad Freienwalde (heute Landkreis Märkisch-Oderland, Brandenburg) sich zu einem Verwaltungsverbund zusammengeschlossen hatten. Sitz der Amtsverwaltung war in der Stadt Wriezen.

## Geographische Lage
Das Amt Wriezen grenzte im Norden an das Amt Bad Freienwalde (das 1994 in Amt Bad Freienwalde-Insel umbenannt wurde), im Nordosten, Osten und Süden an das Amt Wriezener Land (1994 umbenannt in Amt Barnim-Oderbruch) und im Westen an das Amt Falkenberg-Höhe.

## Bildung des Amtes Wriezen
Der Minister des Innern erteilte am 7. Mai 1992 seine Zustimmung zur Bildung des Amtes Wriezen. Als Zeitpunkt des Zustandekommens des Amtes wurde der 4. Juni 1992 festgesetzt. Sitz der Amtsverwaltung war in der Stadt Wriezen. Das Amt umfasste folgende Gemeinden des damaligen Kreises Bad Freienwalde:
1. Schulzendorf
2. Altwriezen/Beauregard
3. Eichwerder
4. Rathsdorf
5. Lüdersdorf/Biesdorf
6. Stadt Wriezen

Zum 31. Dezember 1997 schloss sich Lüdersdorf/Biesdorf mit den Gemeinden Haselberg und Frankenfelde (Amt Barnim-Oderbruch) zur neuen Gemeinde Wriezener Höhe zusammen; die neue Gemeinde war amtsangehörige Gemeinde des Amtes Barnim-Oderbruch.
Die Gemeinden Altwriezen/Beauregard, Schulzendorf, Rathsdorf/Neugaul und Eichwerder wurden, ebenfalls zum 31. Dezember 1997, in die Stadt Wriezen eingegliedert. Das Amt Wriezen wurde zum 31. Dezember 1997 aufgelöst, die Stadt Wriezen amtsfrei.
Die Gemeinde Wriezener Höhe wurde im Zuge der Gemeindereform in Brandenburg zum 26. Oktober 2003 in die Stadt Wriezen eingegliedert.

## Belege
1. ↑  Bildung des Amtes Wriezen. Bekanntmachung des Ministers des Innern vom 7. Mai 1992. Amtsblatt für Brandenburg - Gemeinsames Ministerialblatt für das Land Brandenburg, 3. Jahrgang, Nummer 36, 4. Juni 1992, S. 673.
2. ↑  Zusammenschluss der Gemeinden Haselberg, Frankenfelde (Amt Barnim-Oderbruch) sowie der Gemeinde Lüdersdorf/Biesdorf (Amt Wriezen) zu einer neuen Gemeinde Wriezener Höhe. Bekanntmachung des Ministers des Innern vom 10. November 1997. Amtsblatt für Brandenburg - Gemeinsames Ministerialblatt für das Land Brandenburg, 8. Jahrgang, Nummer 48, 3. Dezember 1997, S. 950/1.
3. ↑  Eingliederung der Gemeinden Altwriezen/Beauregard, Schulzendorf, Rathsdorf/Neugaul und Eichwerder in die Stadt Wriezen. Bekanntmachung des Ministers des Innern vom 18. November 1997. Amtsblatt für Brandenburg - Gemeinsames Ministerialblatt für das Land Brandenburg, 8. Jahrgang, Nummer 49, 11. Dezember 1997, S. 966.
4. ↑  Fünftes Gesetz zur landesweiten Gemeindegebietsreform betreffend die Landkreise Barnim, Märkisch-Oderland, Oberhavel, Ostprignitz-Ruppin, Prignitz, Uckermark (5.GemGebRefGBbg) vom 24. März 2003 (GVBl.I/03, Nr. 05, S. 82), geändert durch Gesetz vom 1. Juli 2003 (GVBl.I/03, Nr. 10, S. 187)